# Les Arsures
Pour les articles homonymes, voir Arsure.
Les Arsures est une commune française située dans le département du Jura, dans la région culturelle et historique de Franche-Comté et la région administrative Bourgogne-Franche-Comté.
Les habitants se nomment les Arsuriens et Arsuriennes.

## Géographie
Village situé dans le vignoble jurassien à 6 km d'Arbois, 17 km de Poligny et 45 min de Lons-le-Saunier.
Il est bâti sur un sol très accidenté, situé au pied de la chaîne des basses montagnes du Jura.
La commune est traversée par le ruisseau de la Larine et son affluent rive droite la Molaine.

### Climat
Pour des articles plus généraux, voir Climat de la Bourgogne-Franche-Comté et Climat du département du Jura.
En 2010, le climat de la commune est de type climat de montagne, selon une étude du Centre national de la recherche scientifique s'appuyant sur une série de données couvrant la période 1971-2000. En 2020, Météo-France publie une typologie des climats de la France métropolitaine dans laquelle la commune est exposée à un climat semi-continental et est dans la région climatique  Jura, caractérisée par une forte pluviométrie en toutes saisons (1 000 à 1 500 mm/an), des hivers rigoureux et un ensoleillement médiocre. 
Pour la période 1971-2000, la température annuelle moyenne est de 10,6 °C, avec une amplitude thermique annuelle de 17,4 °C. Le cumul annuel moyen de précipitations est de 1 291 mm, avec 13,4 jours de précipitations en janvier et 9,3 jours en juillet. Pour la période 1991-2020, la température moyenne annuelle observée sur la station météorologique de Météo-France la plus proche, « Arc-et-Senans », sur la commune d'Arc-et-Senans à 9 km à vol d'oiseau, est de 11,7 °C et le cumul annuel moyen de précipitations est de 1 182,8 mm. 
La température maximale relevée sur cette station est de 41,5 °C, atteinte le 13 août 2003 ; la température minimale est de −25 °C, atteinte le 2 janvier 1971,,. 
Les paramètres climatiques de la commune ont été estimés pour le milieu du siècle (2041-2070) selon différents scénarios d'émission de gaz à effet de serre à partir des nouvelles projections climatiques de référence DRIAS-2020. Ils sont consultables sur un site dédié publié par Météo-France en novembre 2022.

## Urbanisme

### Typologie
Au 1er janvier 2024, Les Arsures est catégorisée commune rurale à habitat dispersé, selon la nouvelle grille communale de densité à sept niveaux définie par l'Insee en 2022.
Elle est située hors unité urbaine. Par ailleurs la commune fait partie de l'aire d'attraction d'Arbois, dont elle est une commune de la couronne,. Cette aire, qui regroupe 16 communes, est catégorisée dans les aires de moins de 50 000 habitants,.

### Occupation des sols
L'occupation des sols de la commune, telle qu'elle ressort de la base de données européenne d’occupation biophysique des sols Corine Land Cover (CLC), est marquée par l'importance des territoires agricoles (49,1 % en 2018), une proportion sensiblement équivalente à celle de 1990 (49,2 %). La répartition détaillée en 2018 est la suivante : 
forêts (43 %), zones agricoles hétérogènes (33,8 %), prairies (8,9 %), zones urbanisées (8 %), cultures permanentes (6,4 %). L'évolution de l’occupation des sols de la commune et de ses infrastructures peut être observée sur les différentes représentations cartographiques du territoire : la carte de Cassini (XVIIIe siècle), la carte d'état-major (1820-1866) et les cartes ou photos aériennes de l'IGN pour la période actuelle (1950 à aujourd'hui).

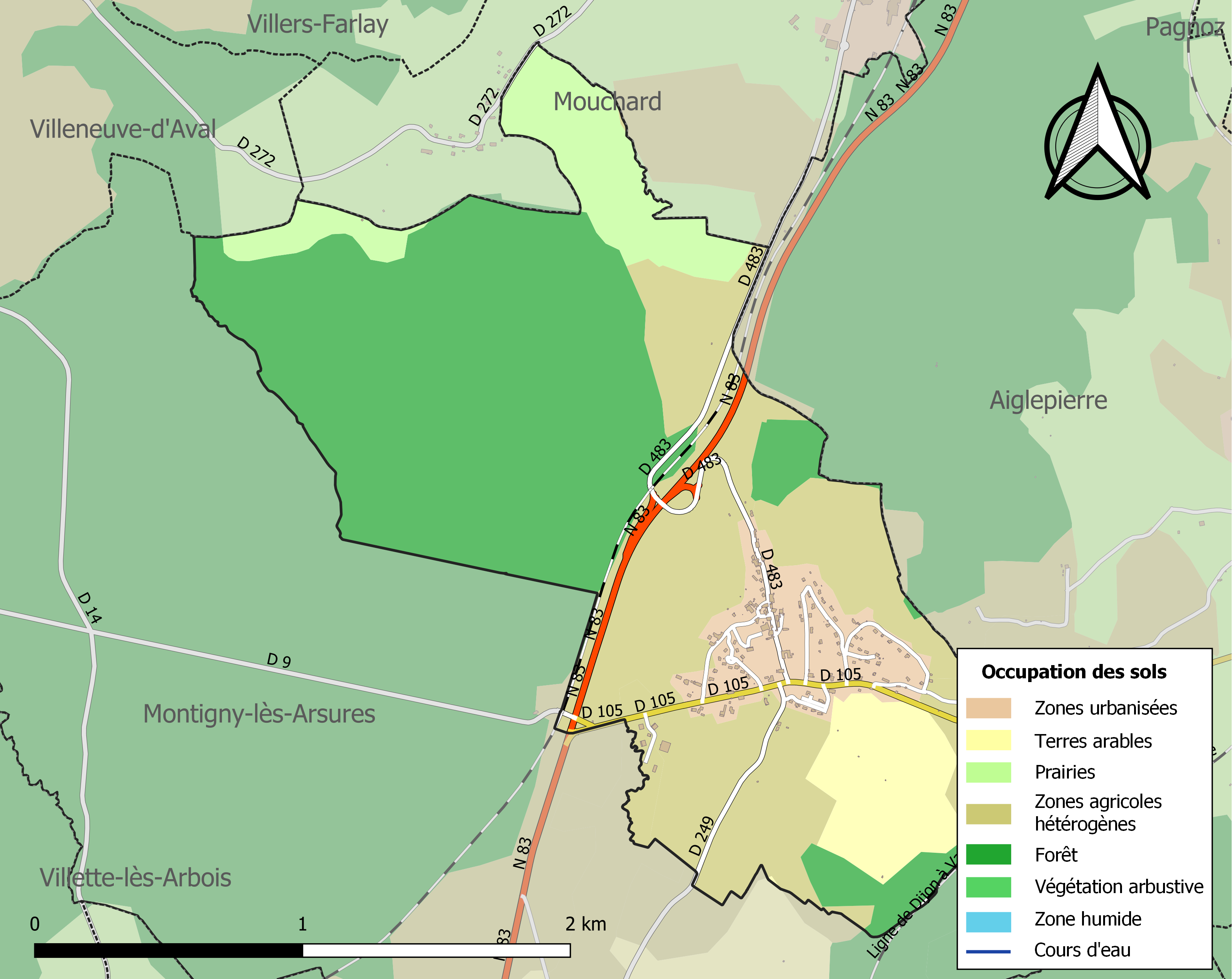
Carte des infrastructures et de l'occupation des sols de la commune en 2018 (CLC).

## Toponymie
Arsure: Nom médiéval, caractéristique des défrichements qui ont eu lieu à cette époque dans cette région. Il s'agit d'un site autrefois défriché par le feu, comme l'indique son nom, issu du latin ardere ("brûler"), via un mot franco-provençal arsoeura ("terre défrichée par le feu").

## Histoire

### Origine
Le village fut détaché de celui de Montigny le 10 janvier 1842.

### Politique et administration
Les Arsures et Montigny appartenaient à une seule communauté qui était administrée par trois échevins. Deux étaient choisis par les habitants de Montigny, et un par ceux des Arsures.
Les élections étaient réalisées chaque année, au mois d'octobre, sur la place publique de Montigny.

### Faits historiques
Plusieurs incendies ont considérablement dévasté le village en 1740, 1812 et 1881.
En 1851, une chapelle a été construite grâce aux dons de M. Jean-Claude Brégand, son épouse et Georges-François Denis Javel.
Elle a coûté 8 000 F.

## Politique et administration
| Période   | Période  | Identité   | Étiquette | Qualité |
| --------- | -------- | ---------- | --------- | ------- |
| mars 2001 | En cours | Roger Gros | DVD       | Employé |

## Démographie
L'évolution du nombre d'habitants est connue à travers les recensements de la population effectués dans la commune depuis 1846. Pour les communes de moins de 10 000 habitants, une enquête de recensement portant sur toute la population est réalisée tous les cinq ans, les populations de référence des années intermédiaires étant quant à elles estimées par interpolation ou extrapolation. Pour la commune, le premier recensement exhaustif entrant dans le cadre du nouveau dispositif a été réalisé en 2008.

En 2022, la commune comptait 219 habitants, en évolution de −7,59 % par rapport à 2016 (Jura : −0,81 %, France hors Mayotte : +2,11 %).
| 1846 | 1851 | 1856 | 1861 | 1866 | 1872 | 1876 | 1881 | 1886 |
| ---- | ---- | ---- | ---- | ---- | ---- | ---- | ---- | ---- |
| 317  | 339  | 309  | 249  | 264  | 241  | 247  | 231  | 233  |

| 1891 | 1896 | 1901 | 1906 | 1911 | 1921 | 1926 | 1931 | 1936 |
| ---- | ---- | ---- | ---- | ---- | ---- | ---- | ---- | ---- |
| 235  | 201  | 186  | 220  | 172  | 139  | 152  | 168  | 169  |

| 1946 | 1954 | 1962 | 1968 | 1975 | 1982 | 1990 | 1999 | 2006 |
| ---- | ---- | ---- | ---- | ---- | ---- | ---- | ---- | ---- |
| 149  | 141  | 142  | 132  | 137  | 158  | 205  | 212  | 228  |

| 2008 | 2013 | 2018 | 2022 | - | - | - | - | - |
| ---- | ---- | ---- | ---- | - | - | - | - | - |
| 233  | 242  | 222  | 219  | - | - | - | - | - |

## Lieux et monuments

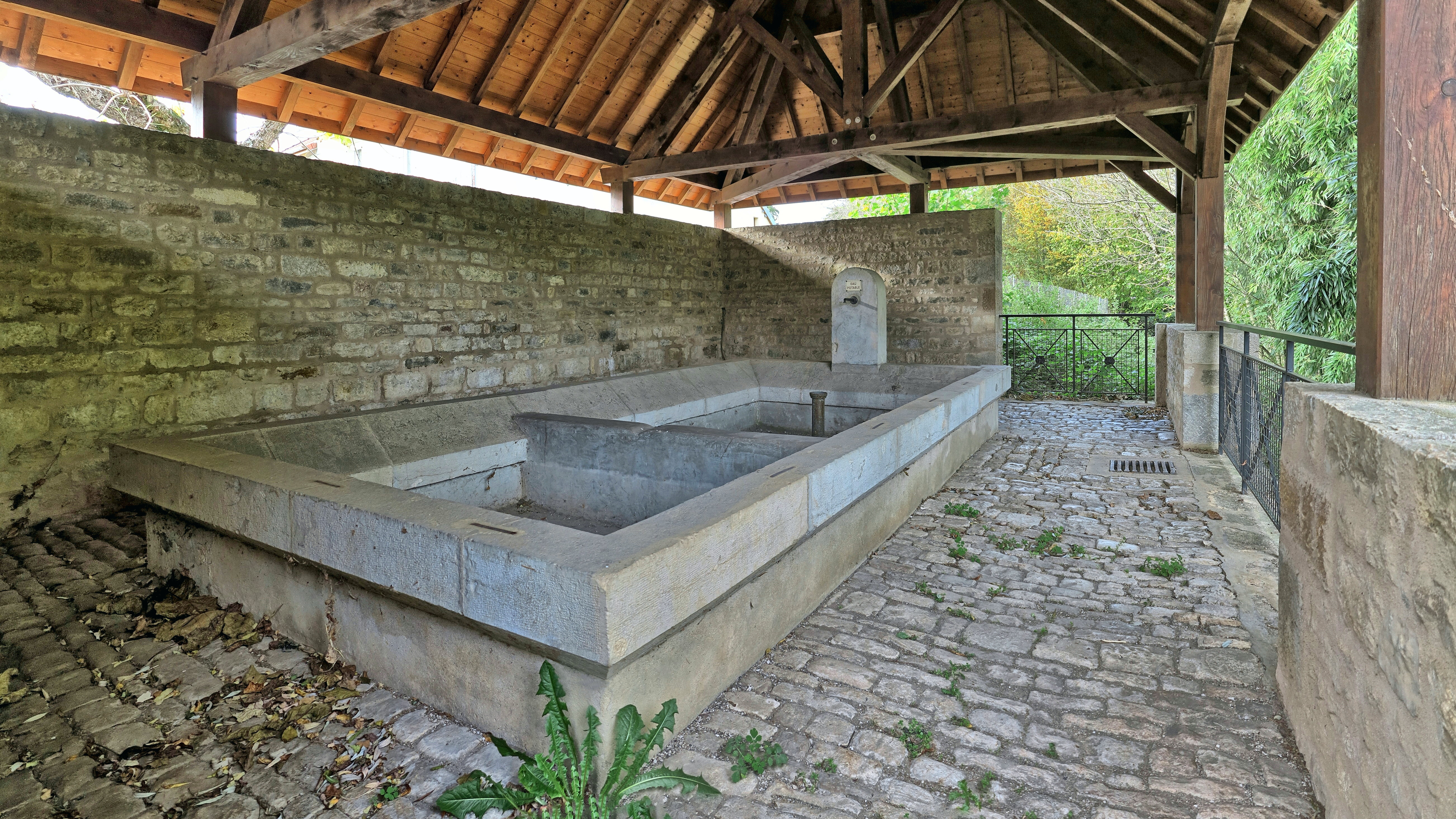
Le lavoir.

- Villa des Arsures, vestiges gallo-romains ;
- Église Saint-Grégoire ;
- Château du XVIIe siècle ;
- Lavoir et chapelle du XIXe siècle.